# Colombier-Saugnieu
Colombier-Saugnieu é uma comuna francesa na região administrativa de Auvérnia-Ródano-Alpes, no departamento de Ródano. Estende-se por uma área de 27,62 km². Em 2010 a comuna tinha 2 699 habitantes (densidade: 97,7 hab./km²).